# Djalil-bek Bagdadbekov
 (novembre 2021).
Djalil-bek Bagdadbekov (en azéri : Cəlil bəy Bağdadbəyov, né en 1887 à Choucha et mort le 21 avril 1951 à Bakou) est un acteur de théâtre soviétique azerbaïdjanais. Artiste émérite de la RSS d'Azerbaïdjan (1943). Il est l'oncle maternel de l'écrivain Ilyas Efendiev.

## Biographie
Djalil-bek Bagdadbekov est né dans une famille aristocratique. Selon les traditions familiales, il a reçu une éducation théologique, connaissait l'arabe et le farsi. Il reçoit son éducation primaire à l'école réelle de Choucha.
À partir de 1910 il adhère dans la troupe de théâtre de la société "Nidjat"et apparaît dans des représentations d'opéra et de théâtre. Djalil-bey Bagdadbekov interprète les rôles de Leyli et Khurshud Banu dans les opéras Leyli et Madjnun, Chah Abbas et Khurchidbanou. Par la suite, il joue les rôles d'Ibn Salam, le père de Leyli (Leyli et Madjnoun), Suleyman (Archine mal alan).
Diverses sources indiquent de nombreux noms d'acteurs qui interprétaient des rôles féminins et ont donné vie aux images de femmes éclairées: Mirmahmud Kazimovski, Alekper Suhehli.
Dj. Bagdadbekov est l'auteur de pièces en un acte, de vaudevilles et de comédies musicales, ridiculisant l'ordre patriarcal-féodal, la vie de la société bourgeoise pré-révolutionnaire (1929).

## Œuvre
En 1929, Dj. Bagdadbekov dirige des cours d'art dramatique au Collège de musique d'Achgabat, forme une troupe de théâtre turkmène et écrit la pièce "Aulda Radio" pour le théâtre d'Achgabat. Il écrit des drames de propagande Une jeune fille Tadjik, Le Komsomol et l'insigneen langue tadjike.
En 1938-1948, il est impliqué dans les cercles dramatiques et les théâtres d'État de Chamakhi, Choucha, Salyan, Agdash, Zagatala, Qaryagin, Aghdam, Shamkhor, Nakhchivan, Ordubad. Il y assume les tâches d'acteur et de metteur en scène, prépare des pièces de théâtre et joue des rôles.
Djalil Bagdadbeyov est l'auteur de plusieurs pièces de théâtre. Ses pièces Emir de Boukhara, Étoiles brillantes  et d'autres ont été jouées dans des théâtres à Douchanbé, Samarkand, Tachkent, Kokand, Ashgabat et d'autres villes. Il travaille sur la pièce Khanlar, prévoit de faire un film basé sur cette pièce. Mais cela ne se réalise pas en raison du déclenchement de la Grande Guerre patriotique. Djalil Bagdadbeyov a également travaillé comme ethnographe. Ses écrits tels que "Nishan", "Paltarbitchme", "Toy", "Duvaqgapma", "Kend toylari" parlent des traditions du peuple azerbaïdjanais. Il est également la première personne à écrire l'histoire des mughams azerbaïdjanais. Il est l'auteur des premières informations écrites sur Hadji Husu, Machadi Isi, Deli Ismayil bey, Mir Mohsun Navvab, Bagban Akbar, Madjid Behbudov et d'autres.

## Titre honorifique
Artiste émérite de la RSS d'Azerbaïdjan (17 juin 1943).